# Cikubangmulya
Cikubangmulya is een bestuurslaag in het regentschap Kuningan van de provincie West-Java, Indonesië. Cikubangmulya telt 2540 inwoners (volkstelling 2010).